# Merisa Dautović
Merisa Dautović (ur. 22 grudnia 1999) – słoweńska koszykarka, występująca na pozycjach silnej skrzydłowej lub środkowej, reprezentantka kraju, od 2017 zawodniczka AJM Maribor.

## Osiągnięcia
Stan na 12 maja 2024, na podstawie, o il nie zaznaczono inaczej.

### Drużynowe
- Wicemistrzyni Słowenii (2014)
- Zdobywczyni Pucharu Słowenii (2014)

### Indywidualne
(* – nagrody przyznane przez portal eurobasket.com)
- Zaliczona do*:
  - II składu ligi słoweńskiej (2021, 2022)[3][4]
  - honorable mention ligi słoweńskiej (2020)[5]
- Liderka w zbiórkach ligi słoweńskiej (2021 – 10,9)[3]

### Reprezentacja

#### Seniorska
- Uczestniczka:
  - mistrzostw Europy (2019 – 10. miejsce)
  - kwalifikacji do Eurobasketu (2021)

#### Młodzieżowe
- Uczestniczka mistrzostw Europy: 
  - mistrzostw Europy U–20 (2018 – 14. miejsce)
  - mistrzostw Europy U–18 (2017 – 7. miejsce)